# Myrtha Welti

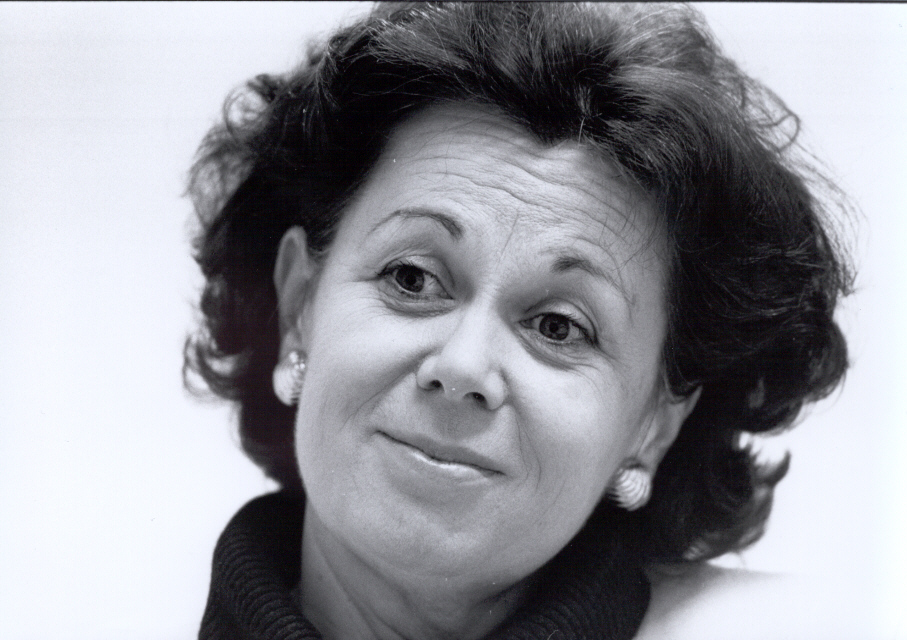
Myrtha Welti (1994)

Myrtha Welti-Hunger (* 1945 in Chur) ist eine Schweizer Lehrerin, Juristin und ehemalige Politikerin.

## Leben
Welti zog Mitte der sechziger Jahre nach Zürich, um sich an der dortigen Universität zur Sekundarlehrerin auszubilden. In den 1970ern studierte sie Rechtswissenschaft an den Universitäten Zürich und Genf und schloss mit dem Lizenziat ab. Danach arbeitete sie als Assistentin am Rechtswissenschaftlichen Seminar der Universität Zürich.
Von 1981 bis 1991 war Welti wissenschaftliche Mitarbeiterin beim Generalsekretariat der Schweizerischen Volkspartei (SVP). Von 1985 bis 1989 lebte sie mit ihrem Ehemann, dem Diplomaten Philippe Welti, und ihren Kindern in London. Von 1992 bis 1994 war sie stellvertretende Generalsekretärin, 1994 wurde sie in Nachfolge von Max Friedli Generalsekretärin der SVP. 1995 kandidierte sie für die SVP Bern erfolglos um einen Sitz im Nationalrat. Im selben Jahr trat sie aus Protest gegen frauenfeindliche Voten von SVP-Exponenten aus der Berner Kantonalpartei aus. 1996 trat sie als Generalsekretärin der SVP zurück und wurde durch Martin Baltisser ersetzt.
Von 1996 bis 1998 lebte Welti mit ihrer Familie in Bonn. Danach war sie als freiberufliche Beraterin tätig. 1999 kandidierte sie für die SVP Graubünden erfolglos um einen Sitz im Nationalrat. 2000 trat sie aus der SVP aus. Am 4. April 2001 wurde sie als Nachfolgerin von Linus von Castelmur Generalsekretärin der Unabhängigen Expertenkommission «Schweiz – Zweiter Weltkrieg». Von 2003 bis zu ihrem Rücktritt Ende 2009 gehörte sie dem Universitätsrat der Universität Zürich an. Sie trat der Bürgerlich-Demokratischen Partei (BDP) bei.
Mit ihrem Ehemann hat Welti drei Kinder, darunter die Sängerin Sophie Hunger.